# Řád nejvyššího slunce
Nejvyšší řád slunce nebo Řád slunce bylo vyznamenání Afghánského království. Historie řádu je kvůli chybějícím záznamům nejistá. Udílen byl do zániku monarchie roku 1973.

## Historie a pravidla udílení
Celá historie řádu je nejistá, neboť se během let a kvůli rozsáhlým politickým zvratům mnoho záznamů nedochovalo. Řád byl založen pravděpodobně okolo roku 1897. Afghánský král Amanulláh jej okolo roku 1923 reformoval. Řád byl udílen za zásluhy ve prospěch státu. Nejvyšší třída řádu byla udílena zahraničním hlavám států. Znovu byl řád reformován roku 1960, kdy byl změněn vzhled insignií i stuhy.
Jiné zdroje uvádí, že byl řád založen roku 1920 králem Amulláhem. Po převratu, ke kterému došlo roku 1973 a který vedl k zániku monarchie, byl řád zrušen a roku 1981 nahrazen Řádem slunce svobody.

## Třídy
Řád byl udílen ve čtyřech třídách. K řádu náležela také záslužná medaile.
- řetěz
- I. třída
- II. třída
- III. třída
- medaile

## Insignie
Existuje několik verzí insignií, které se liší jak svým celkovým vzhledem, tak i kvalitou provedení. Jedna z verzí řádového odznaku měla tvar obdélné zlaté destičky, na níž bylo vyobrazeno čtrnáct hvězd a slunce. Destička byla obklopena stříbrným vavřínovým věncem. Řádová hvězda byla zlatá a kotouč uprostřed nesl vyrytý název řádu a jeho moto. Jiná verze měla ve středovém medailonu vyobrazen státní znak Afghánského království. Do roku 1960 byla stuha tmavě modrá s červeným pruhem uprostřed, od roku 1960 světle modrá s dvěma úzkými červenými pruhy.